# Herminia reversata
Herminia reversata là một loài bướm đêm trong họ Noctuidae.